# 알렉세이 코시긴
알렉세이 니콜라예비치 코시긴(러시아어: Алексе́й Никола́евич Косы́гин, 1904년 2월 21일 ~ 1980년 12월 18일)은 소련의 군인, 교사, 정치인이며, 1964년부터 1980년까지 소련 각료평의회 의장을 지냈다. 알렉세이 코시긴은 코시긴 개혁을 주도한 영향력 있는 정책 입안자이기도 했다.
1964년 니키타 흐루쇼프가 권력에서 축출된 이후 소련 지도부에서 브레즈네프와 권력을 양분했으나, 1968년 발발한 프라하의 봄 사태로 인해 둘의 사이는 악화되었고, 브레즈네프와의 논쟁에서도 패배하며 1971년부터 차츰 권력을 잃게 되었다.

## 초기 세월과 교육
알렉세이 니콜라예비치 코시긴은 이후에 레닌그라드로 알려진 도시인 러시아 제국 상트페테르부르크에서 근로자 계급 가족에게 태어났다.  그의 부친은 지방 공장에서 선반 조작원이었다.  어린 알렉세이는 블라디미르 레닌과 그의 공산주의 신봉자들이 러시아 정부를 장악했을 때 1917년 볼셰비키 혁명의 혁명적 열정에서 사로잡혀 있었다.  공산주의는 단일 정당 공산당이 국민들의 삶의 거의 모든 측면을 통제하는 정부 체제이다.  공산주의 경제에서 재산과 사업의 개인 소유권이 금지되어 생산된 재화와 축척된 부는 모두가 평등하게 공유할 수 있다는 것이다.
1919년 15세의 나이에 코시긴은 정권을 탈환하려는 세력에 대항하는 볼셰비키들의 새롭게 설립된 공산당 정부를 방어하고 있었던 붉은 군대에 자원했다.  붉은 군대와 볼셰비키들은 승리하였고 1921년 정부의 청년 조직인 콤소몰에 가입하였다.  다른 소련의 청년들과 더불어 그는 레닌그라드에서 기초 교육과 정치적 교리를 가르쳤던 최근에 설립된 공산당 기술 교육 조직에 들어갔다.  레닌그라드 협동 기술 전문 학교에서 코시긴은 어떻게 협동조합을 정리하고 관리하는 것을 배웠다.  협동조합은 정부가 소유한 농장 지대이나 농부들에 의하여 관리되었으며 농부들은 생산과 이익에 공유한다.
1924년 졸업에 이어 코시긴은 국가 통제 경제 안에서 협동 작업 제도를 창조하는 도움을 주러 시베리아로 이주하였다.  코시긴은 시베리아 협동조합 협회의 회장이 되었고 1927년 정식으로 소련공산당에 입당하였다.  시베리아에 있던 동안 그는 결혼하고 슬하 2명의 자녀를 두었다.  시베리아에서 6년 후, 1930년 코시긴은 레닌그라드로 돌아와 레닌그라드 직물 전문학교에 들어갔다.  거기서 1935년 자신의 교육을 완료한 그는 점장부터 공장장까지 직물 공장에서 일하였다.

## 초기 정치 경력과 전쟁의 세월

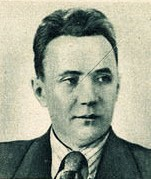
1946년의 코시긴

1930년대 후반까지 소련의 총리 이오시프 스탈린은 최고 공산당 지도자들의 일련의 살인적인 숙청을 완료하였다.  결과로서 당은 소련에서 교육을 받은 젊은이들의 새로운 세대를 위하여 채용 공고가 많았다.  공산당에서 흥행은 스탈린에게 인상을 준 청년 당원을 위하여 매우 빠를 수 있었다.  코시긴은 그 일을 할만큼 운이 좋았고 1938년까지 그는 다양한 당의 직위들에서 지내기 시작하였다.  그는 처음에 레닌그라드의 산업 운송부의 우두머리로 임명되었다.  그는 또한 레닌그라드의  시장으로 임명되었고 소련 최고 소비에트로 선출되었다.  1939년 1월까지 34세의 나이에 그는 소련의 직물 산업에서 최고 직위로 임명되었고 소련 공산당 중앙위원회의 일원으로 선출되었다.
코시긴은 빠르게 전국적인 명성을 얻었다.  1940년 그는 인민위원평의회의 부의장이었으며 1946년 소브민으로 이름을 다시 지었다.  소브민은 소련의 산업의 경제 갸획을 위하여 책임이 있었다.  이 직위에서 코시긴은 자신의 현명한 경영 스타일과 보수적인 숙련된 접근 방식으로 알려지게 되었다.  자신이 자신의 리더십 역할들에서 흠잡을 데 없는 옷장이었어도 코시긴은 공장 근로자들 중에 편하였다.  그는 진지하고 지식이 풍부하며 강인하고 능숙하였다.
코시긴은 제2차 세계 대전 (1939년-1945년)을 통하여 소련군들을 위한 비판적인 역할을 하였다.  그는 소련의 전쟁 경제를 지도하였고 전진하는 독일군으로부터 산업들과 근로자들을 동부로 대피시켰다.  예를 들어 1942년 1월 그는 영웅적으로 레닌그라드의 주민 50만명을 얼어붙은 호수를 가로질러 안전으로 지도하면서 그들이 독일군의 대규모 봉쇄를 피하는 도움을 주었다.

## 흐루쇼프와 브레즈네프의 세월
전쟁이 끝난 후, 코시긴은 소브민의 부의장으로서 지속적으로 소련의 경제 계획을 지도하였다.  1946년 3월 그는 완전한 투표 회원직을 얻기 전에 마지막 공식 단쳬인 소련 공산당 중앙위원회 정치국을 위하여 후보가 되었다.  중앙위원회 정치국은 중앙위원회의 집행 기관으로 그 회원들은 중요한 국가 정책 결정을 내리는 데 책임이 있었다.  자신의 다른 역할들에 추가로 1948년 코시긴은 소련의 재무상을 지냈다.  코시긴은 전쟁의 파괴로부터 소련의 경제 회복을 돕는 일을 하였으며 이것은 방위산업을 재건하는 것을 포함하였다.  아마도 자신이 당의 정치와 이념보다 행정부에 전념했기 때문에 코시긴은 1948년 스탈린의 공산당 숙청들 중의 하나를 간신히 탈출할 수 있었다.  이듬해 그는 식품·경공업상으로 임명되었다.

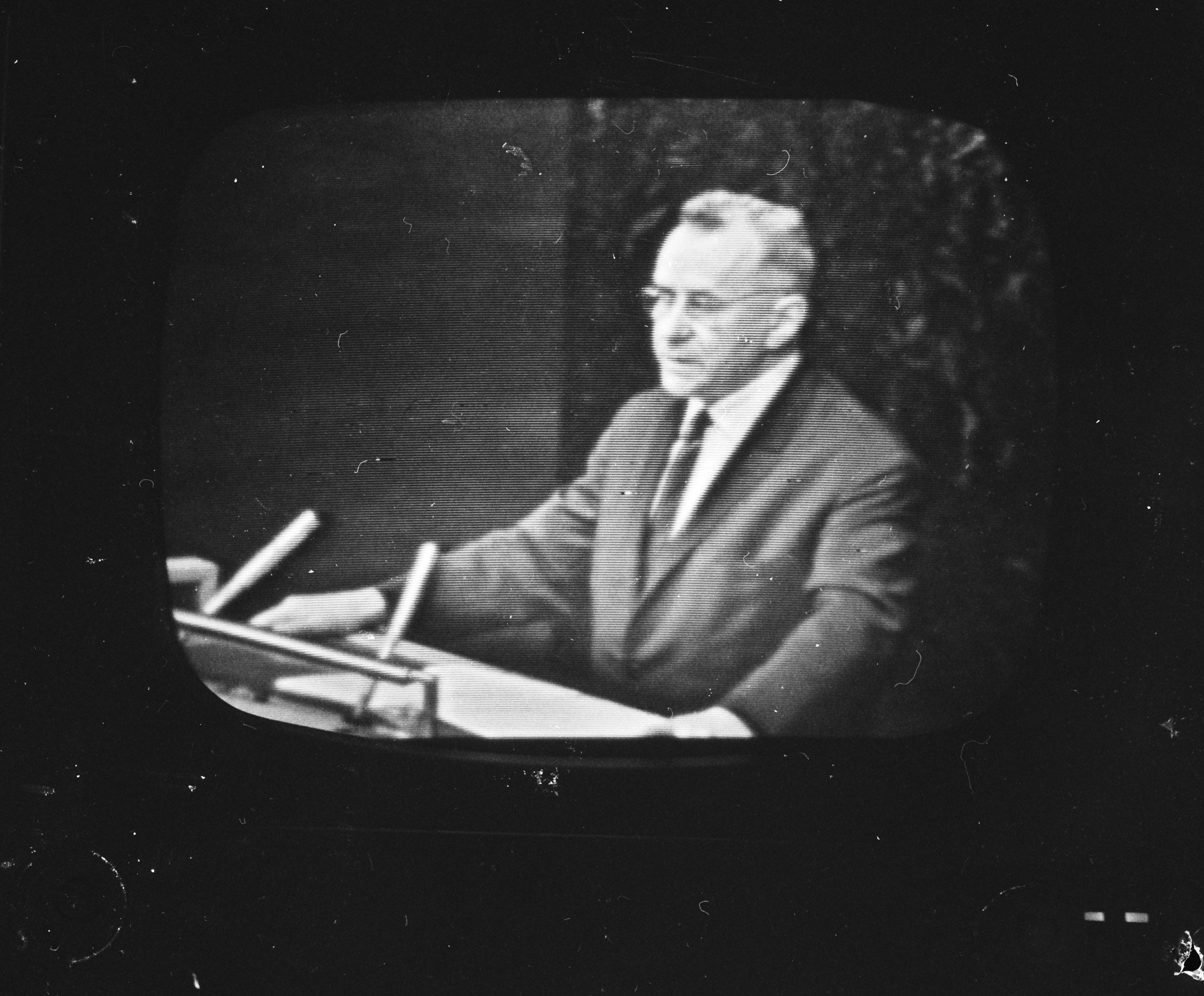
1967년 유엔 총회에서 연설하는 코시긴

1953년 3월 스탈린의 사망에 이어 코시긴은 조직이 25명에서 10명의 회원들로 줄어들었기 때문에 자신의 정치국 직위를 잃었다.  새로운 소련의 지도자 니키타 흐루쇼프 아래 그는 식품·경공업상으로서 자신의 역할을 포함한 중요한 경제적 직위들을 지속적으로 보유하였다.  1957년 흐루쇼프가 당 지도부 입지를 강회시켰을 때 코시긴은 소브민의 부의장으로서 자신의 초기 직위를 다시 얻었다.  그는 정치국에 다시 가입하였다.  코시긴은 소브민의 의장으로 올라가는 것을 희망했지만 1958년 흐루쇼프가 자신을 위하여 직위를 차지하였다.  둘 사이의 관계는 전혀 특별히 친절하지 않았으나 흐루쇼프는 1959년과 1960년 코시긴을 소련 국가계획위원회의 우두머리로 임명하였다.
소련의 경제가 쇠퇴하면서 흐루쇼프는 자신의 정치적 지지를 잃었다.  그는 1964년 후순에 결국적으로 권력으로부터 축출되었다.  코시긴은 보고적으로 흐루쇼프의 축출에서 역할을 하였다.  흐루쇼프의 자리에 레오니트 브레즈네프가 당의 리더십을 차지하였고 코시긴은 결국 소브민의 의장이 되었다.  그들은 이제 소련에서 최고 2명의 공무원들이었다.  브레즈네프가 당의 문제를 다루는 경향이 있었던 동안 코시긴은 완전히 경제 정책을 담당하였고 국가의 정부를 안정적으로 운영하였다. 비록 브레즈네프가 국가의 대부분의 의사결정을 꾸준하게 맡았음에도 불구하고 둘은 원활하게 함께 일하였다.  코시긴은 문제 해결사로서 외교 정책에 더욱 더 연루되었다.  1969년 9월 그는 소련과 중공 2개의 공산국가들 사이에 긴장을 완화할 국경 해결을 저우언라이와 협상하는 데 베이징으로 떠났다.

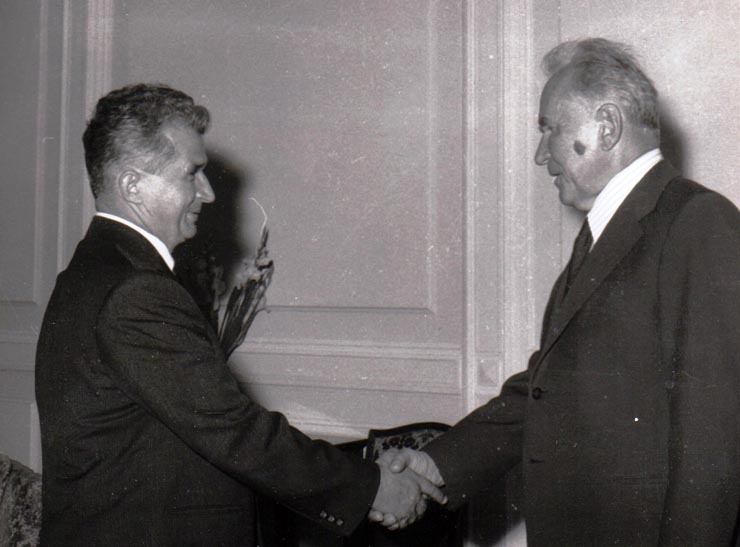
1974년 니콜라에 차우셰스쿠와 함께

코시긴은 지속되는 소련 경제의 쇠퇴에 관하여 매우 근심을 가졌다.  그는 소련의 중앙 경제 계획 시스템이 근본적인 개혁이 필요했던 것을 믿어 주로 농업에서 생산을 분산화하는 것을 제안하였다.  1965년 만큼 일찍이 그는 자유 시장 경제의 기본 혹은 공개 경쟁에 의하여 결정된 경제 상태를 공산주의 시스템으로 소개하는 데 시도하였다.  그는 공장 관리자와 근로자들을 위한 금전적 보상에 호의를 가져 더욱 높은 봉급이 산업 생산 효율성을 높일 것을 믿었다.  그는 또한 소련의 경제를 근대화시키는 데 서방의 기술의 인수를 추진하였다.
많은 소련의 공무원들은 코시긴의 개혁을 위한 제안들과 높이 불편하였다.  추가로 코시긴과 브레즈네프는 둘다 일찍이 소비재의 생산과 경공업에 중요성을 늘이는 것을 원하였다.  그러나 흐루쇼프의 후임자 브레즈네프는 군비 지출을 늘이고 대규모 무기 증강을 실시하기를 원하였다.  1968년 체코슬로바키아가 그 공산주의 시스템을 근본적으로 개혁하는 시도를 했을 때 소련의 공산당 지도자들을 군사적으로 체코의 개력 운동을 분쇄하였고 코시긴의 아이디어들을 표로 정리하였다.  하지만 코시긴은 1970년대를 통하여 소련의 생산력이 떨어지고 경제가 전반적으로 악화되면서 계속해서 심각한 문제에 대해 경고할 것이었다.

### 글래스보로 회담

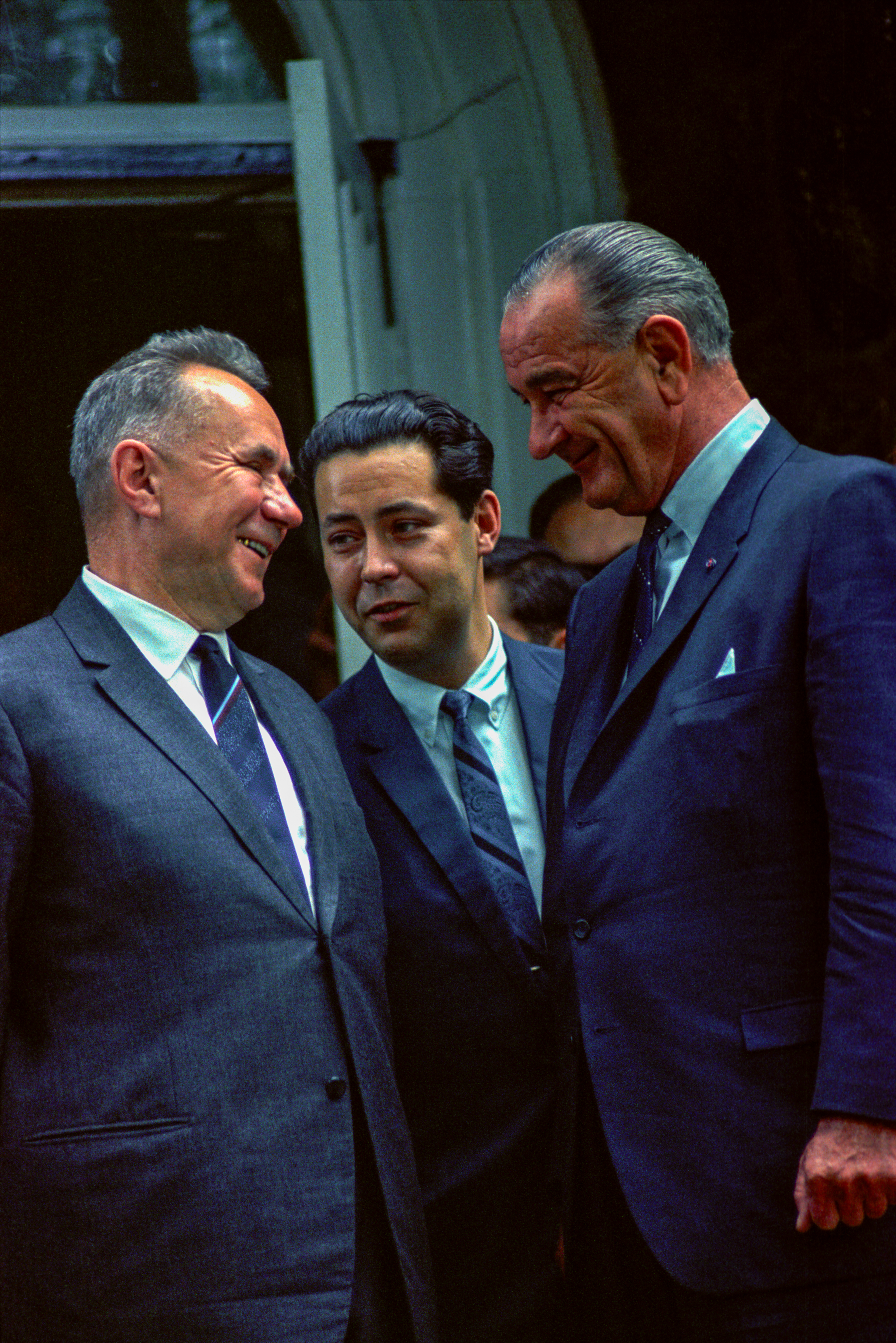
글래스보로 회담에서 린든 B. 존슨 대통령과 함께 (1967년)

소련 정부에서 코시긴의 주요 역할이 경제 계획을 세우는 것이었을지라도 그는 또한 몇몇의 외교 문제들을 해결하였다.  하나는 베트남 전쟁이었다.  전쟁은 공산당 통치의 북베트남에 의한 인수로부터 반공주의 남베트남를 보호하는 미국의 노력들을 연루하였다.  점점 커지는 전쟁 속에 미군의 사상자가 늘어나면서 린든 B. 존슨 대통령은 북베트남과 평화를 위하여 협상하는 데 점점 불안해졌으며 그는 소련인들이 협상 테이블로 자신들의 동료 공산국가를 데려오면서 원조할 것을 희망하였다.  하지만 코시긴을 포함한 소련의 사절단이 북베트남을 방문하고 있었던 동안 미국은 그 지방의 집중 폭격을 시작하였다.  소련인들에게 존슨의 급한 초청들에 불구하고 미국의 폭격 캠페인에 대해 화를 낸 코시긴은 2년 동안 미국의 공무원들에게 말하지 않을 것이었다.  결국 1967년 전쟁이 계속되는 동안에도 코시긴은 만나기로 동의하였다.
6월에 코시긴은 소련의 유엔 사절단의 일원으로서 미국으로 떠났고 주말 동안  뉴저지주 글래스보로에 있는 글래스보로 주립 대학교에서 존슨을 만났다.  대화는 우호적이었지만 2명의 지도자들은 베트남 전쟁에 약간의 합의에 이르렀다.  코시긴은 베트남의 내부 문제에 군사적으로 연루되는 데 미국에게 부적절했다는 것을 믿었다.
베트남에서 미국의 연루에 대하여 코시긴의 강경한 입장에도 불구하고 글래스보로 회담은 양지도자들 사이에 관계를 향상시키는 도움을 주었다.  이 일은 최후적으로 다른 국가들에게 핵무기의 퍼짐을 금지시킨 1968년 핵확산방지조약의 조인으로 이끌었다.  코시긴과 존슨은 또한 전략 무기 제한 협상을 시작하기로 동의하였다.  하지만 코시긴과 미국이 둘다 강하게 반대했던 1968년 소련의 체코슬로바키아 침공이 군비 통제 회담을 지연시켰다.

## 경력의 끝
체코슬로바키아의 개혁 운동을 진압한 후, 브레즈네프는 꾸준히 소련 정부에 대한 통제력을 강화해 나갔고 결국적으로 코시긴의 외교 정책 책임들을 차지하려고 했다.  코시긴은 자신이 건강이 좋지 않았기 때문에 사임했을 때 1980년 10월까지 소브민의 의장으로 남아있었다.  그는 1970년대에 2회의 심근 경색을 겪었다.  코시긴의 소련에 봉사의 많은 세월에 불구하고 브레즈네프는 코시긴의 퇴직에 아무 추모를 하지 않았다.  12월 18일 코시긴이 76세의 나이로 사망했을 때 이틀간 정부 공식 공지가 발행되지 않았다.  하지만 그의 유해는 다른 사망한 소련의 지도자들의 유해 가까이 크렘린 벽에 안장되었다.